# Яньшань
Яньшань (кит. упр. 燕山, пиньинь Yānshān) — крупная горная цепь в Северном Китае, тянется от реки Чаобайхэ на западе до Шаньхайгуаня («прохода между горами и морем») на берегу Бохайского залива на востоке.
Горы сложены в основном из известняка, гранита и базальта. Средняя высота — 400—1000 м над уровнем моря; наивысшая точка (гора Улиншань, на севере уезда Синлун провинции Хэбэй) — 2116 м. В горах имеется много узких проходов — Губэйкоу, Сифэнкоу, Лэнкоу и т. д. По горам Яньшань проходит восточный участок Великой стены, в том числе Бадалин.